# Anda (Suihua)
Die Stadt Anda (chinesisch 安达市, Pinyin Āndá Shì) ist eine kreisfreie Stadt im Nordosten der Volksrepublik China. Sie gehört zum Verwaltungsgebiet der bezirksfreien Stadt Suihua in der Provinz Heilongjiang. Anda hat eine Fläche von 3.619 km² und zählt 357.535 Einwohner (Stand: Zensus 2020).

## Persönlichkeiten
- Qi Shuai (* 1988), Eisschnellläuferin
- Tian Guojun (* 1990), Eisschnellläufer
- Mu Zhongsheng (* 1991), Eisschnellläuferin
- Li Shuang (* 1992), Snowboarderin
- Bai Qiuming (* 1994), Eisschnellläufer